# Land of the Lost
Land of the Lost is een Amerikaanse komische science-fictionfilm uit 2009 van Brad Silberling met in de hoofdrollen Will Ferrell en Anna Friel.

## Verhaal
De carrière van paleontoloog Rick Marshall (gespeeld door Ferrell) is door een desastreus verlopen interview geruïneerd, waardoor hij nu een eenvoudig baantje heeft bij de La Brea-teerputten. Hij wordt benaderd door de studente Holly Cantrell (Friel), die in zijn controversiële theorieën gelooft. Zij heeft een fossiel gevonden waarin een afdruk van Marshalls aansteker zichtbaar is. Ze overtuigt hem ervan zijn uitvinding de "tachyon amplifier" af te maken. Hiermee slaagt Marshall erin in de grot waar Cantrell het fossiel heeft gevonden een tijdportaal te openen, dat leidt naar een woestijngebied.
Hier ontmoet de groep dinosauriërs en een ras van hagedisachtigen die de aarde willen overnemen. Uiteindelijk slagen Marshall en Cantrell erin dit te voorkomen en terug te keren.

## Productie
De film is gebaseerd op de gelijknamige televisieserie uit 1974, hoewel er veel verschillen zijn. Om te beginnen was de tv-serie bedoeld voor kinderen, terwijl de film, die onder meer seks- en drugsgerelateerde zaken bevat, zich op een ouder publiek richt. Daarnaast komen de namen van sommige oorspronkelijke personages wel terug, maar hebben zij een andere rol en andere onderlinge relaties.

## Kritieken
De film werd door de meeste critici slecht ontvangen en kwam bij lange na niet uit de kosten.